# 카를 라거펠트
카를 오토 라거펠트(독일어: Karl Otto Lagerfeld, 1933년 9월 10일~2019년 2월 19일)는 독일의 패션 디자이너로, 20세기 후반 가장 영향력 있는 패션 디자이너 중 한 명으로 알려져 있다.

## 경력
- 1965년 : 펜디 책임 디자이너
- 1970년 ~ 1997년 : 클로에 수석 디자이너
- 1975년 : 라거펠트 향수회사 설립
- 1984년  : 샤넬 수석 디자이너
- 1998년 : 라거펠트 갤러리 론칭
- 2004년 11월 : H&M 수석 디자이너

## 일생
1933년 함부르크에서 출생하였으며 14세 때 파리로 건너와 16세에 국제양모 사무국 주최의 디자인 콘테스트에서 여성용 코트 부문 1위를 차지하게 된다. 이를 계기로 오트쿠튀르에서 일하게 된 라거펠트는 피에르 발맹 휘하 보조 디자이너로 시작하여, 클로에사의 책임 디자이너를 거쳐, 프리랜서로 발렌티노, 발렌타인 등 세계 유명 브랜드를 거쳐간다.
그리고 1983년 샤넬의 예술 감독으로 취임하면서 자신의 디자인 세계를 세상에 보여주게 된다. 그리고 샤넬의 전통적인 스타일을 존중하면서도 자신의 색을 담은 샤넬의 새로운 이미지를 창출하는 데 성공한다. 1984년에는 자신의 이름을 명명한 브랜드, 카를 라거펠트를 프레타포르테를 통해 선보였다.
스타일의 혼합과 엄격한 파리지엔느의 시크함, 여기에 프레치 감각까지 흠잡을 곳 없는 기술과 재치가 넘치는 디자인은 그를 비롯한 브랜드의 명성을 드높이게 되었다.

## 수상 내역
- 16세 : IWS 콘테스트 입상
- 1980년 : 니만 마커스상
- 1982년 : 미국 디자인 협회상
- 1986년 : 황금 골무상
- 2010년 : 레지옹 도뇌르 훈장 코망되르